# Pacific Cup 1975 (rugby league)
El Pacific Cup 1975 fue la primera edición del torneo de rugby league para las selecciones más fuertes de Oceanía.
El torneo se disputó en el Lloyd Robson Oval de Port Moresby.

## Equipos participantes
- Maorí
- Papúa Nueva Guinea
- Victoria
- Western Australia

## Posiciones
| Pos. | Equipo             | Encuentros | Encuentros | Encuentros | Encuentros | Tantos  | Tantos    | Tantos     | Puntos |
| Pos. | Equipo             | jugados    | ganados    | empatados  | perdidos   | a favor | en contra | diferencia | Puntos |
| ---- | ------------------ | ---------- | ---------- | ---------- | ---------- | ------- | --------- | ---------- | ------ |
| 1    | Maorí              | 3          | 3          | 0          | 0          | 140     | 33        | + 107      | 6      |
| 2    | Papúa Nueva Guinea | 3          | 2          | 0          | 1          | 68      | 54        | + 14       | 4      |
| 3    | Western Australia  | 3          | 1          | 0          | 2          | 51      | 74        | - 23       | 2      |
| 4    | Victoria           | 3          | 0          | 0          | 3          | 24      | 122       | - 98       | 2      |

Nota: se otorgan 2 puntos al equipo que gane un partido, 1 al que empate y 0 al que pierda

#### Final
| 11 de mayo | Maorí | 38 - 13 | Papúa Nueva Guinea | Lloyd Robson Oval, Port Moresby |  |